# Општина Синтеа Маре (Арад)
Синтеа Маре (рум. Sintea Mare) општина је у Румунији у округу Арад.
Oпштина се налази на надморској висини од 95 m.